# 슈트라서주의
슈트라서주의는 나치당 내에서 좌익을 강조했던 사상을 의미하며 사회주의적 파시즘의 일파이다.

## 개요
이들의 지도자는 그레고어 슈트라서와 오토 슈트라서 형제로, 아돌프 히틀러가 뮌헨 폭동으로 감옥에 수감된 후 많은 독일 북부의 나치당 세력을 이끌었다. 당시 북부 독일은 하층 노동자계급이 많이 존재하던 상황이었고 때문에 이들은 부의 재분배와 구 군주의 재산 몰수를 주장하는 나치당 좌파의 주요 지지층이 되었다. 민족사회주의통신이라는 독자적인 잡지를 발행하며 당 내 우파와는 갈등관계에 있었다. 출옥한 히틀러는 자신의 입지를 강화하기 위해 밤베르크 회의에서 '지도자원리'를 천명. 슈트라서 형제의 주장을 부인했다. 그는 당시 나치 좌파의 유력 인사였던 괴벨스를 회유하여 자신의 편으로 끌어들이는 한편 슈트라서 형제의 탈당을 강요했다. 이후 1934년 장검의 밤 사건으로 형인 그레고어 슈트라서가 피살당하고, 오토 슈트라서는 살아 남아 반히틀러 민족 사회주의 조직인 흑색전선을 이끌며 히틀러 정권에 저항했다.

## 이념
"우리는 사회주의자이며, 경제적 약자의 착취와 부당한 임금 지급과, 성과에 의하지 아니하고 재산과 돈을 축적하는 비도덕적인 인간을 평가하는 오늘날의 자본주의 체제의 천적이다. 따라서 우리는 이 체제를 멸종시켜야 한다는 결심을 굳히게 되었다." -그레고어 슈트라서-

슈트라서주의는 반유대주의 일변도의 25개조 강령을 대체해 공화정 수립과 반자본주의, 사회주의적 개혁 등을 주장하였다.
상술한 당 내 좌파의 자코뱅주의적 입장은, 오토 슈트라서가 지롱드지에 발표한 '독일 혁명의 열네 테제 (Die 14 Thesen Deutschen Revolution)'에 잘 드러나 있다.

## 같이 보기
- 나치즘
- 국가사회주의
- 아돌프 히틀러
- 장검의 밤
- 좌익 파시즘